# Parika
Parika är en ort i regionen Essequibo Islands-West Demerara i norra Guyana. Orten hade 4 385 invånare vid folkräkningen 2012. Den är belägen vid Essequiboflodens mynning i Atlanten, cirka 29 kilometer väster om Georgetown.